# 회연서원
회연서원(檜淵書院)은 대한민국 경상북도 성주군 수륜면 신정리에 있는 조선시대의 서원이다. 1974년 12월 10일 경상북도의 유형문화재 제51호로 지정되었다.
회연서원은 조선시대 유학자이자 문신인 한강 정구 선생의 학문과 덕행을 추모하고,
지역주민의 유학교육을 위하여 그의 사후인 인조 5년(1627년) 제자들이 뜻을 모아 세운 서원이다. 인근에는 성주군 대표 자연관광지인 무흘구곡이 있다. 회연서원을 중심으로 무흘구곡의 1곡(봉비암)과 2곡(한강대) 사이에 명상의 길이 조성되어 있어 2km가량 황토길을 걸으며 주변의 아름다운 경치를 감상할 수 있다.

## 개요
한강 정구(鄭逑)의 학문과 덕행을 추모하고 지방민의 유학교육을 위하여 세운 서원이다.
조선 인조 5년(1627)에 제자들이 세운 회연초당이 있던 자리에 짓고 회연서원이라 이름하였다. 그 후 숙종 16년(1690)에 임금으로부터 ‘회연(檜淵)’이라는 이름과 토지·노비를 하사 받았다. 우리나라에 남아있는 서원 중에서도 중심이 되는 서원 중의 하나로 선생의 문집판 『심경발휘』가 보관되어 있고 현판은 한석봉이 쓴 것이다.
대경재·명의재·양현청 등의 건물이 있었으나 양현청은 고종 5년(1868) 흥선대원군의 서원철폐령으로 없어졌고, 해마다 2차례 제사를 지내고 있다.

## 같이 보기
- 정구
- 한강 정구 신도비 - 경상북도 유형문화재 제412호

## 참고 문헌
- 회연서원 - 국가유산청 국가유산포털